# Glaciazione
Una glaciazione (o glacialismo) è una condizione climatica che in glaciologia, la scienza che studia i ghiacciai, caratterizza un intervallo temporale della storia climatica della Terra in cui le calotte polari sono ricoperte da uno strato più o meno spesso di ghiaccio; il termine comprende le fasi sia di avanzamento sia di regressione dei ghiacci durante tutta un'era glaciale.  Il fenomeno è dovuto a un generale abbassamento o innalzamento della temperatura media globale. Si ritiene che le glaciazioni avvengano in maniera ciclica. Durante un'era glaciale si determina l'alternarsi di periodi più freddi (periodi glaciali) e periodi più miti caratterizzati da arretramento dei ghiacci (periodi interglaciali).
Più comunemente, quando si parla degli ultimi milioni di anni della Terra, con glaciazioni ci si riferisce all'avanzamento delle calotte polari durante i periodi glaciali, quando le calotte polari si sono estese fino a ricoprire gran parte dell'Europa e del Nord America, e al contemporaneo incremento delle aree glaciali nelle zone montuose del pianeta. In questo senso l'ultima glaciazione è finita circa 10 000 anni fa.

## Origine del riconoscimento del fenomeno delle glaciazioni

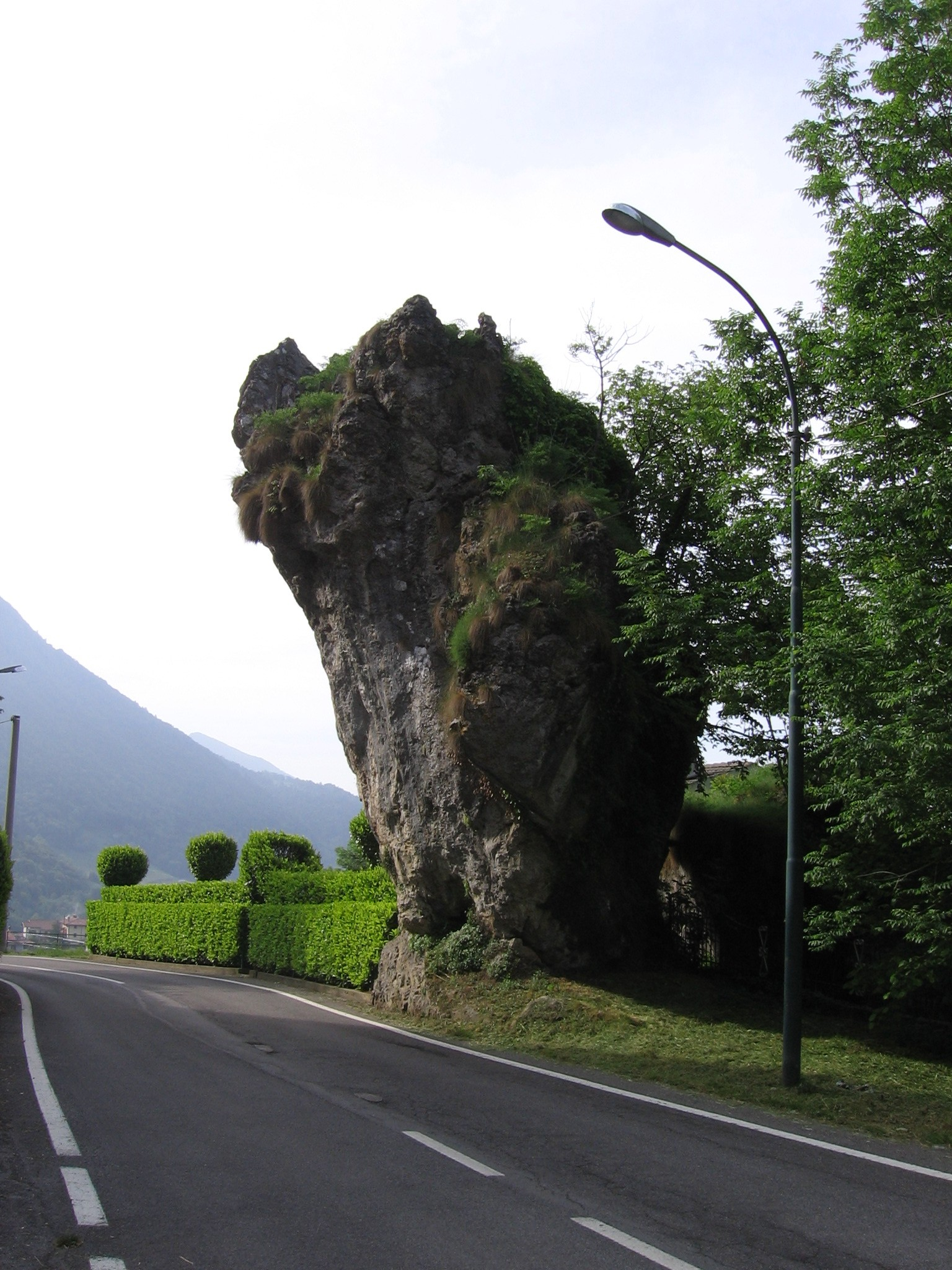
Grande masso erratico a Cornalba. L'osservazione di queste rocce, trasportate dai ghiacciai in espansione durante le ere glaciali, è una delle prove dirette dell'espansione dei ghiacciai nel passato

L'idea che in passato i ghiacciai fossero stati di dimensioni molto superiori a quelle attuali era già presente nella cultura popolare di alcune regioni alpine dell'Europa. Secondo Imbrie un boscaiolo di nome Jean-Pierre Perraudin raccontò a Jean de Charpentier di come in passato il ghiacciaio svizzero Grimsel fosse più esteso. Tra il 1825 e il 1833, Charpentier raccolse delle prove in favore di questa teoria. Sempre in questo periodo, anche Ignaz Venetz, interrogandosi sull'origine dei massi erratici, concluse che solo i ghiacciai che si trovavano sulle vette più alte potevano averli spostati. In generale, quindi, il concetto di glaciazione non è attribuibile a una sola persona.
Nel 1836 Charpentier, Venetz e Karl Friedrich Schimper riuscirono a convincere Louis Agassiz della veridicità della loro teoria. Agassiz pubblicò quindi nel 1840 la teoria delle glaciazioni nel suo libro Étude sur les glaciers (Studio sui ghiacciai).
In questa prima fase dello studio dei ghiacciai, ciò che veniva effettivamente studiato erano i periodi glaciali delle ultime centinaia di migliaia di anni, verificatisi quindi, durante l'attuale era glaciale. L'esistenza di più antiche glaciazioni era ancora ignota.

## Caratteristiche ed effetti
L'aumento della coltre glaciale, oltre a produrre nuovi ghiacciai a latitudini più equatoriali, genera una crescita dei ghiacciai preesistenti, fino a produrre una coalescenza dei ghiacciai presenti nella medesima area, con un conseguente avanzamento delle fronti glaciali, esercitando un'azione di modellamento della superficie terrestre loro sottostante, che lascia evidenti tipiche tracce erosive, valli modellate a U, e deposizione di tipici sedimenti di ambiente glaciale, come le morene e le varve glaciali sulle aree ricoperte interessate dal fenomeno. L'individuazione e l'analisi delle tracce di una glaciazione permette di riconoscere l'avvenuta glaciazione nel passato geologico.

### Su oceani e correnti oceaniche

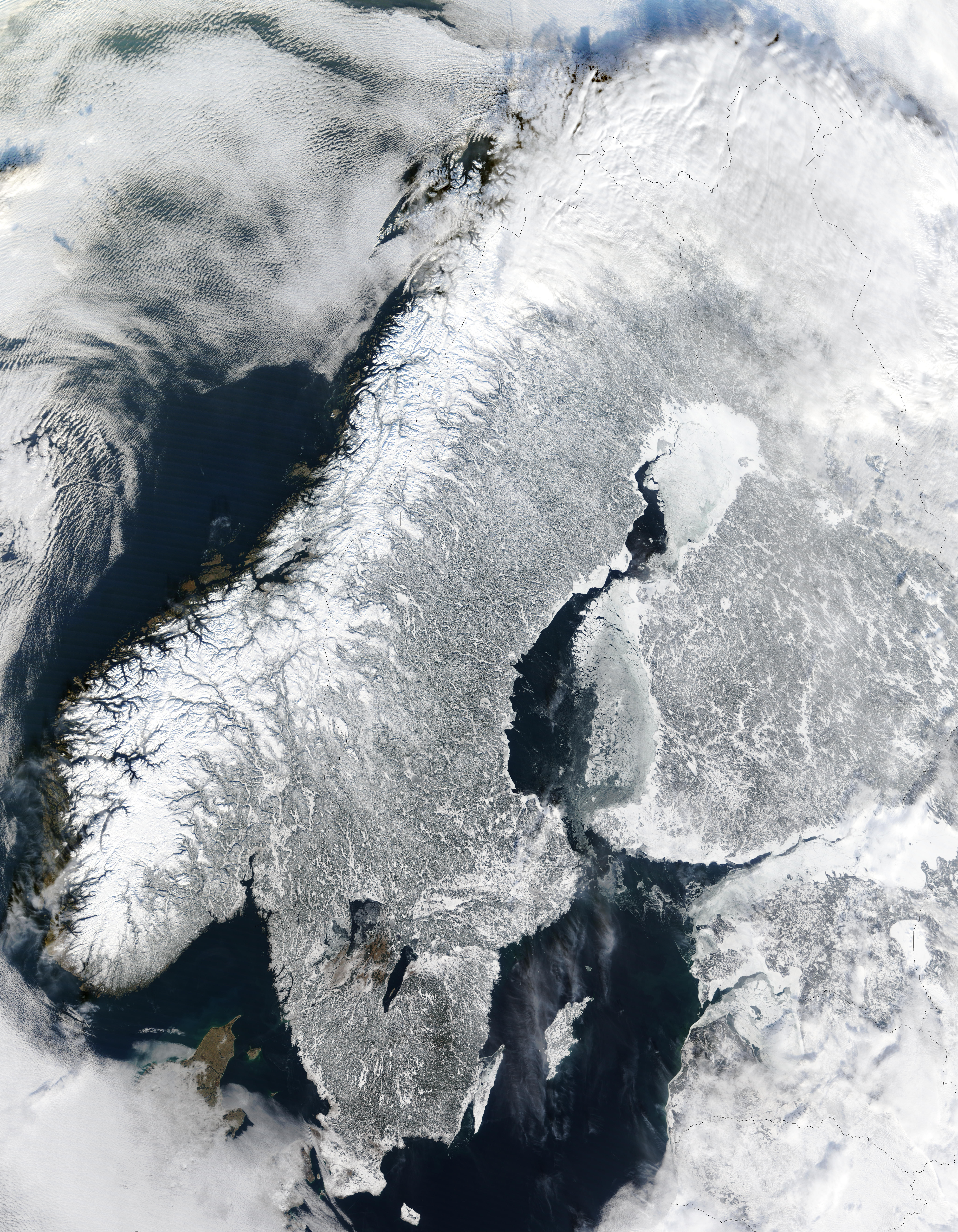
La Scandinavia mostra alcuni dei tipici effetti delle glaciazioni come i fiordi e la presenza di numerosi laghi

Contemporaneamente, durante una glaciazione si osserva un abbassamento del livello del mare, causato dalla riduzione del volume di acqua liquida sulla superficie terrestre.
L'interruzione del flusso della corrente del Golfo, che rappresenta la pompa climatica di un importante ecosistema, ha un effetto determinante su tutto l'emisfero boreale con un meccanismo tipico di feedback positivo sul processo di raffreddamento. Vicino alla Groenlandia avviene normalmente il raffreddamento delle acque trasportate dalla corrente, che si immergono fino alle più remote profondità del mare per ripercorrere all'inverso il percorso.

### Sulla crosta terrestre
L'accumulo e il persistere su determinate aree continentali di una spessa coltre di ghiaccio produce inoltre un certo squilibrio isostatico locale della crosta terrestre, a seguito del quale si osserva un relativo abbassamento della crosta terrestre conseguente al peso aggiuntivo dato dal ghiaccio; al contrario quando il ghiaccio si scioglie, la superficie terrestre tende a rialzarsi a causa dell'alleggerimento prodotto dalla scomparsa del ghiaccio sovrastante: questo, ad esempio, è quello che sta avvenendo oggi alla penisola scandinava che dopo essere stata ricoperta di ghiacci fino a circa 10 000 anni fa, oggi sta subendo un fenomeno di lento e continuo sollevamento isostatico dovuto allo scioglimento dei suoi ghiacciai.
Prima dell'ultima era glaciale si ebbe un breve innalzamento interglaciale della temperatura della Terra, che provocò lo scioglimento superficiale dei ghiacci nell'emisfero settentrionale. Si formarono delle pozze d'acqua stagnante o dei laghi proglaciali, bloccati da dighe naturali di ghiaccio o ghiaia alle loro estremità. Quando sotto l'effetto della spinta dell'acqua accumulata le dighe naturali cedettero, si ebbero violente inondazioni che modellarono la costa della Groenlandia e delle altre regioni artiche formando ad esempio i fiordi. Questo enorme afflusso di acqua dolce riversatosi improvvisamente nel mare, assieme alle variazioni indotte sul mantello terrestre dal peso del ghiaccio, ebbe un'influenza sul momento d'inerzia della Terra che determinò variazioni della rotazione terrestre e quindi effetti sul clima legati all'assestamento postglaciale.

## Principali glaciazioni

### Glaciazioni più antiche
Il periodo di tempo in cui avvengono varie glaciazioni, ravvicinate nel tempo, viene chiamato era glaciale. Pur essendo esistite e individuate almeno cinque ere glaciali nella storia della Terra, quattro sono quelle considerate principali.
Si ritiene che l'era glaciale più antica, la glaciazione uroniana, abbia avuto luogo tra 2,7 e 2,3 miliardi di anni fa all'inizio dell'eone Proterozoico.
L'era glaciale più antica di cui si sia raccolta una buona quantità di documentazione, invece, è datata tra gli 800 e i 600 milioni di anni fa (periodo cryogeniano). Probabilmente fu l'era glaciale più importante dell'ultimo miliardo di anni. Molti studi suggeriscono che in quel periodo le acque del mare si ghiacciarono fino all'equatore o in prossimità di esso, trasformando la Terra quasi in una gigantesca palla di neve.
Una serie di glaciazioni minori si ebbero tra i 460 e i 430 milioni di anni fa, durante l'ultima parte del periodo Ordoviciano.
Si è inoltre registrata una presenza di calotte polari a intervalli, tra i 350 e i 260 milioni di anni fa, durante i periodi del Carbonifero e del Permiano.

### Glaciazioni più recenti

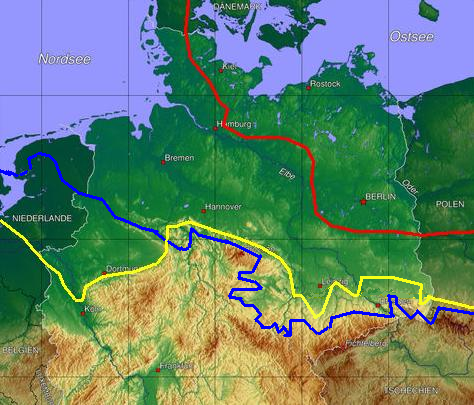
Estensione delle glaciazioni nell'Europa centro-settentrionale: in rosso la glaciazione Würm, in giallo la glaciazione Riss e in blu la glaciazione Mindel

L'attuale era glaciale iniziò 40 milioni di anni fa con la crescita della calotta glaciale sull'Antartico, ma si intensificò nel Pleistocene, circa 3 milioni di anni fa. Da allora, vi sono stati dei periodi di glaciazione della durata di migliaia di anni, durante i quali le calotte si sono estese e ritirate ciclicamente.
Classicamente, in Europa, si distinguono quattro periodi glaciali, denominati dal più antico al più recente Günz (da circa 680 000 a 620 000 anni fa), Mindel (da circa 455 000 a 300 000 anni fa), Riss (da circa 200 000 a 130 000 anni fa) e Würm (da circa 110 000 a 12 000 anni fa), separati da tre fasi interglaciali (rispettivamente chiamate Günz-Mindel, Mindel-Riss e Riss-Würm) intercalate tra le quattro glaciazioni e, quindi, il periodo attuale definito "postwurmiano".
Recenti studi hanno in realtà messo in discussione questa suddivisione, contando fino a 6 e forse 8 periodi glaciali negli ultimi 800 000 anni.
Gli studi storici di climatologia usano chiamare PEG (piccola era glaciale) il periodo che va dalla metà del XIV alla metà del XIX secolo caratterizzato da clima freddo sulla Terra e ben documentato in tutta Europa.

## Possibili cause delle glaciazioni
Le cause che durante un'era glaciale spingono il clima terrestre ad avere cicli di avanzamento e scioglimento dei ghiacci sono ancora oggetto di studio, ma hanno sicuramente un ruolo chiave i cambiamenti periodici dell'orbita terrestre intorno al Sole noti come cicli di Milanković e le variazioni dell'attività solare; tra gli altri fattori considerati vi sono grandi eruzioni vulcaniche e l'eventuale impatto di meteoriti.

### Variazioni dell'orbita terrestre
Le variazioni periodiche dell'eccentricità dell'orbita della Terra, dell'inclinazione dell'asse come pure la sua precessione, fenomeni noti nel loro complesso come cicli di Milanković, non sembrano poter essere identificati come fattori scatenanti di un'era glaciale, quanto piuttosto in grado di influenzare notevolmente il susseguirsi dei periodi glaciali e soprattutto degli interglaciali all'interno di una singola era glaciale.

### Attività solare

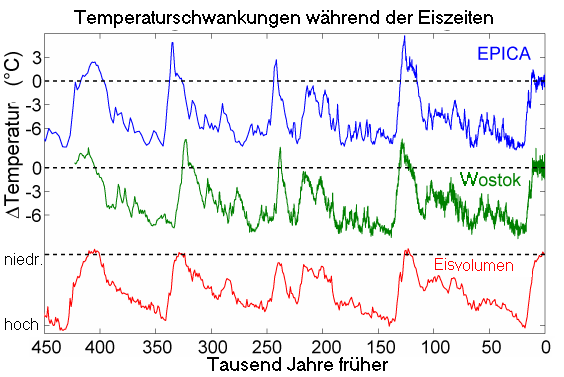
I cicli di glaciazione e periodi interglaciali secondo i carotaggi

L'emissione della radiazione solare, conseguenza dell'attività solare, non ha un andamento costante nel tempo, ma segue dei cicli principali di undici anni e altri secondari, legati alla variazione del numero delle macchie solari, la cui attività ha un influsso diretto sulla quantità di radiazione inviata verso la Terra e di conseguenza sulla temperatura della superficie terrestre.
Tali variazioni da sole non sono in grado di dare avvio a una glaciazione propriamente detta, ma possono dare un contributo alla sua intensità e durata quando sono in coincidenza con alcune delle altre possibili cause già evidenziate o al più determinare periodi ridotti a qualche secolo di clima terrestre più freddo come ipotizzato per la piccola era glaciale.

### Attività vulcanica e meteoritica
Recenti studi su una delle ultime glaciazioni, avvenuta circa 74 000 anni fa, ipotizzano un'altra teoria sulle possibili cause di una glaciazione. È possibile, infatti, che un'intensa attività vulcanica o anche una pioggia di meteoriti abbiano provocato e innalzato una coltre di gas e polveri in grado di respingere molti dei raggi solari, abbassando così la temperatura.